# Moskeen i Rovsingsgade
Moskeen i Rovsingsgade eller Khayr el-Barriya-moskeen er en sunnimuslimsk moské og et islamisk kulturcenter i Rovsingsgade beliggende i Hamad Bin Khalifa Civilisation Center på hjørnet af Vingelodden på det Ydre Nørrebro i København. Moskéen blev indviet den 19. juni 2014 og er den første moske i Danmark med en tilhørende minaret.
Bygherre for projektet var Københavns Store Fond, der blev oprettet under Dansk Islamisk Råd i 2008. Moskéen er tegnet af Metin Lindved Aydin, arkitekt MAA hos det østjyske arkitektbureau Johannsen Arkitekter.
Udover en moské indeholder centret et dagcenter for ældre og et videnscenter og aktiviteter for unge.
Byggeriet af moskeen blev finansieret af Qatars Fader Emir Sheikh Hamad bin Khalifa al-Thani, hvilket i forbindelse med moskeens indvielse medførte en del kritik af moskeen og dens grundlag. Ved indvielsen deltog Qatars minister for religiøse anliggender, Ghait Al Karawi.